# Etienne Guilhou
Etienne Guilhou (* 12. Februar 1896 in Paris; † November 1966) war ein französischer Romanist, der in den Niederlanden wirkte.

## Leben und Werk
Etienne Charles Dieudonné Guilhou studierte an der Sorbonne und bestand 1924 die Agrégation des Lettres. An der Universität Amsterdam war er ab 1925 Lektor und ab 1933 außerordentlicher Professor für Französisch. 1940 entzog er sich der deutschen Besatzung durch Flucht nach Frankreich. Von 1945 bis 1962 besetzte er wieder seine Professur.

## Werke
- (Hrsg.) Vital de Blois, Geta, Paris 1932
- L’Abbé Prévost en Hollande, Groningen/Den Haag 1933
- (Hrsg.) Descartes et le cartésianisme hollandais. Etudes et documents, Paris/Amsterdam 1951